# Lanugo sororia
Lanugo sororia là một loài tò vò trong họ Ichneumonidae.